# هارييت جين مور
هارييت جين مور (1801 - 1884) كانت فنان ورسامه بريطانية تستخدم الألوان المائية في رسوماتها ولقد إشتهرت بسبب رسمها عدة لوحات للعالم الإنجليزي مايكل فاراداي.

## معرض صور

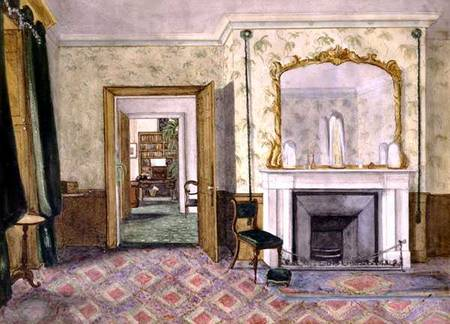
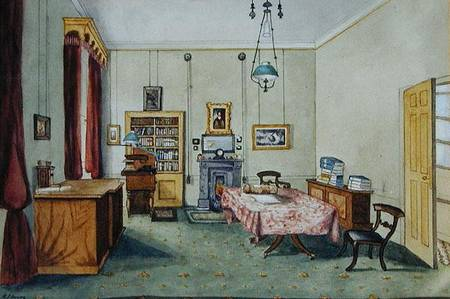
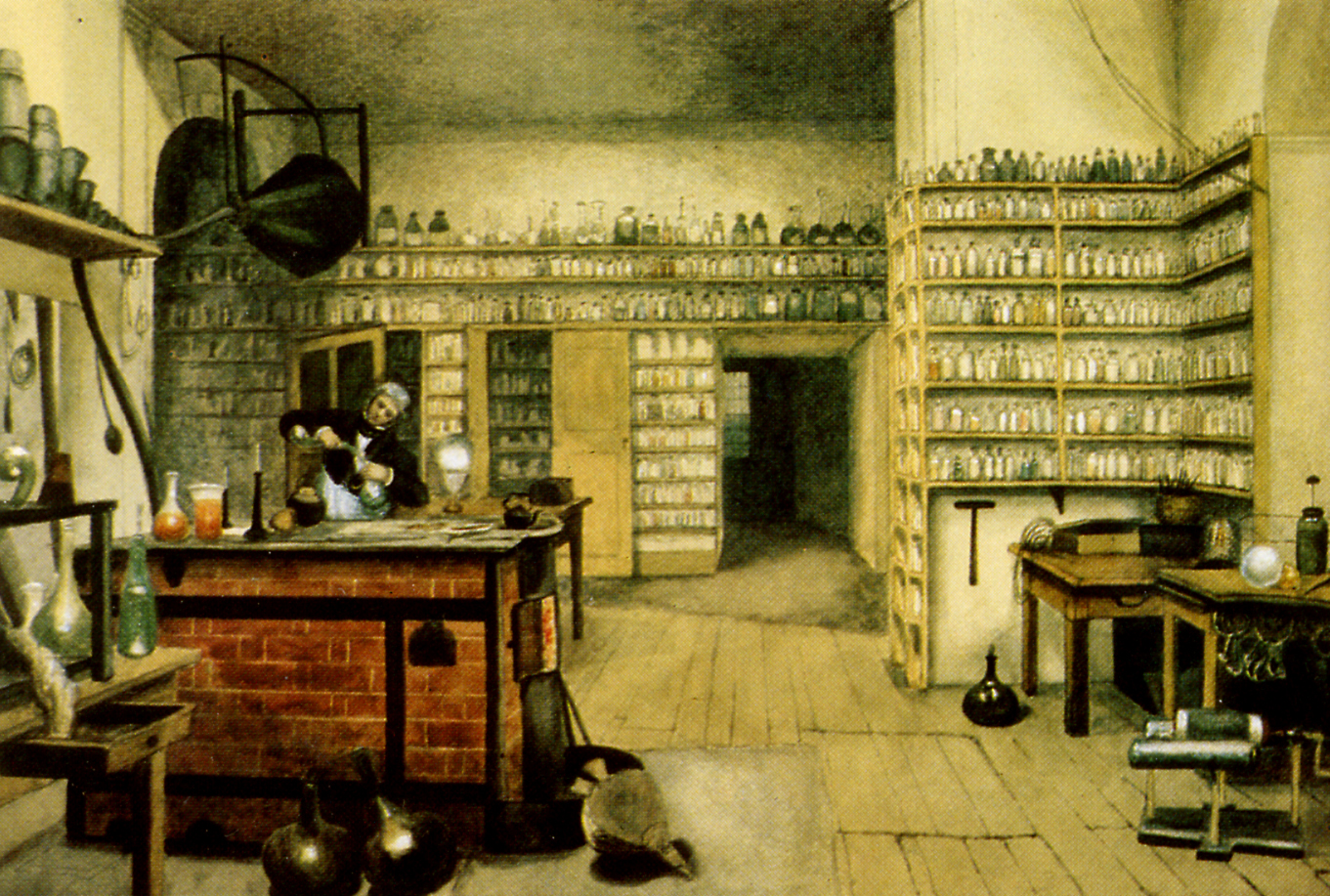